# Sesamia viettei
Sesamia viettei is een vlinder uit de familie uilen (Noctuidae). De wetenschappelijke naam van deze soort is voor het eerst geldig gepubliceerd in 1954 door Rungs.
De soort komt voor in tropisch Afrika.